# Bernard Charlès
Ne doit pas être confondu avec Bernard Charles.
Bernard Charlès (né le 30 mars 1957) est un dirigeant d'entreprise français.  
Il est président-directeur général de Dassault Systèmes. 

## Biographie

### Formation
Il a étudié à l'ENSET à Cachan (actuelle École normale supérieure Paris-Saclay) et à l'ISMCM (actuel institut supérieur de mécanique de Paris, ISAE-Supméca). Il est agrégé de mécanique.

### Carrière
En 1988, il devient directeur de la stratégie et de la recherche et développement à Dassault Systèmes. Il en devient directeur général en 1995, puis entre au conseil d'administration en 1996.
En 2016, il devient vice-président du conseil d'administration de Dassault Systèmes. 
De 2015 à 2017, il copréside l'Alliance pour l'Industrie du Futur, un programme gouvernemental.
Bernard Charlès est le 13e patron le plus performant au monde selon le classement 2018 de la Harvard Business Review. Il reçoit en 2021 le Grand Prix du Manager de l'Année (BFM Awards). 
En janvier 2022, il remplace Charles Edelstenne à la présidence du conseil d'administration et devient alors président-directeur général du groupe. 

## Fortune
Selon Proxinves, il a reçu en 2018 33,1 millions d'euros dont 30,2 millions d'euros d'actions.
En 2019, sa rémunération totale était de 24,7 millions d’euros. 
En 2021, il perçoit 44,1 millions d'euros.

## Galerie

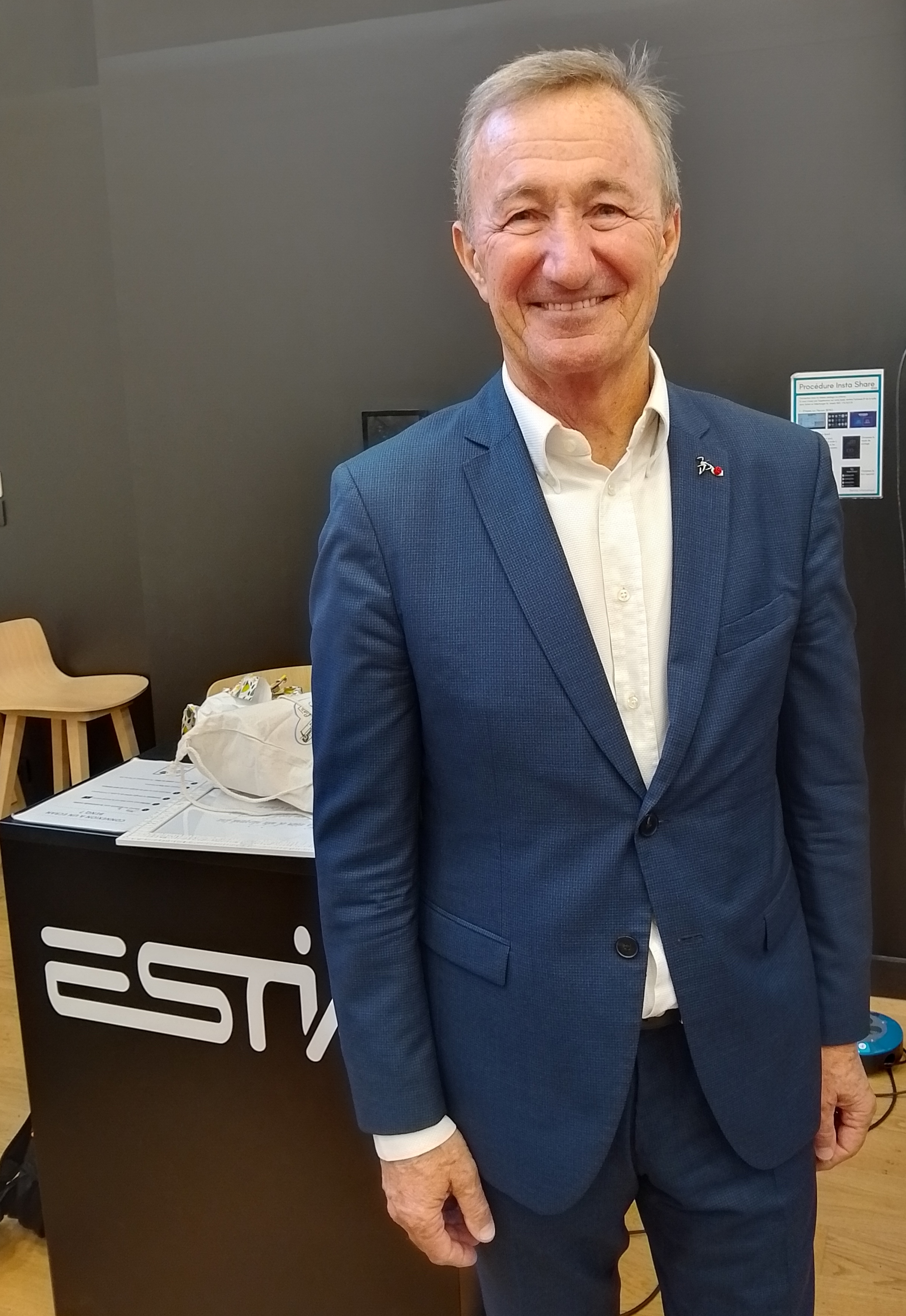
Bernard Charlès à l'ESTIA (11-10-2024)

## Distinctions
Le 13 juillet 2021, il est promu au grade de commandeur dans l'ordre national de la Légion d'honneur au titre de « vice-président du conseil d'administration et directeur général d'une entreprise scientifique »,
Il est membre de l’Académie des Technologies depuis 2009 et de la National Academy of Engineering. 